# Evaristo Viñuales Larroy
Evaristo Viñuales Larroy (Lagunarrota, Peralta de Alcofea 22 de juny 1913 - Alacant, 1 d'abril 1939) fou un mestre i anarquista aragonès

## Biografia
Viñuales va néixer en una família molt religiosa i educada: el pare i la tia, Evaristo Viñuales Escartín i Gregoria, eren mestres de l'Escola Normal d'Osca. La primerenca mort del seu pare, que va ocórrer el 15 d'agost de 1928 als 45 anys, el jove Evaristo va completar els seus exàmens per convertir-se, seguint la tradició familiar, en mestre. Els seus companys d'estudis van ser, entre d'altres, els anarquistes Francisco Ponzán Vidal i Miguel Chueca Cuartero, tots ells alumnes del mestre Ramón Acín Aquilué.
El 1931, amb la proclamació de la Segona República Espanyola, es va unir a la Confederació Nacional del Treball. Per les seves activitats sindicals i llibertàries va ser arrestat diverses vegades: al febrer de 1932, a l'abril de 1933 a la vaga general de novembre d'aquest any, fins al 1934, quan va ser condemnat a dos anys de presó a Alcalá de Henares. Després de les eleccions generals espanyoles de 1936 Viñuales Larroy va ser posat en llibertat condicional i tornà a treballar immediatament. Va fundar, juntament amb els seus companys Eusebi Carbó i Carbó i Jaume Balius i Mir, el setmanari de teoria llibertària "Más Lejos". Entre els col·laboradors de la revista hi havia Josep Peirats Valls, Frederica Montseny, Amparo Poch y Gascón, Alexander Schapiro, Emma Goldman i Jaume Balius i Mir.
Pel desembre Viñuales Larroy va participar en el II Consell Regional de Defensa d'Aragó com a conseller d'informació i Propaganda: en aquest càrrec l'ajudaren Félix Carrasquer Launed per fundar l'Escola de Militants Llibertaris d'Aragó. Pel juliol de 1937, com a secretari del Comitè Regional de Grups Anarquistes d'Aragó, va prendre part en la trobada peninsular de la Federació Anarquista Ibèrica. A aquest període pertanyen les seves col·laboracions amb diaris llibertaris "Cultura y Acción", "Titán" i "Nuevo Aragón".
La destrucció de la col·lectivització duta a terme sistemàticament per les tropes comandades per Enrique Líster va empènyer Viñuales i el seu company i amic Máximo Franco Cavero a unir-se a la 127a Brigada Mixta, l'ex-Columna Roja i Negra. Nomenat capità, va lluitar a la columna fins al final. Quan era evident la derrota, amb les tropes franquistes avençant i les tropes republicanes en total retirada, Viñuales i Cavero van decidir que no acabarien a mans dels feixistes. Ambdós amics se suïcidaren es van suïcidar l'1 d'abril de 1939, disparant-se mentre es donaven la mà. El seu final encara es considera un gest extrem d'oposició a la barbàrie franquista.
La companya d'Evaristo Viñuales Larroy, Lorenza Sarsa Hernández, va aconseguir creuar els Pirineus, juntament amb la seva filla, Zeïka Sonia (nascuda el 22 de novembre de 1938). La Gestapo les va capturar però van ser alliberades anys després per la intervenció del grup de resistència de Francisco Ponzán Vidal.